# Orgullo negro

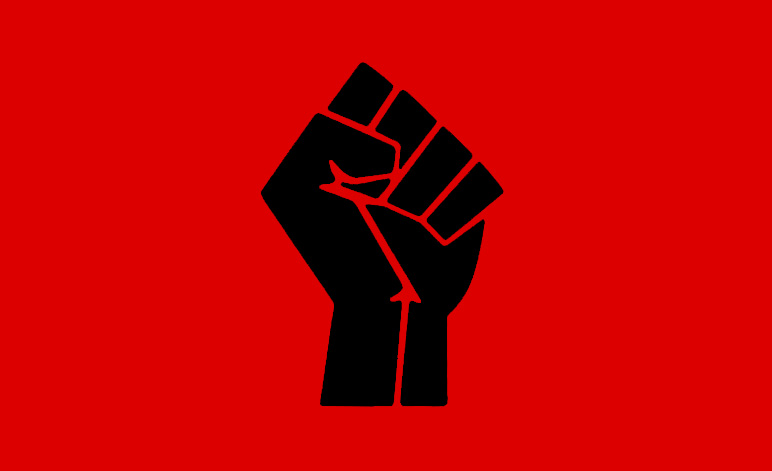
Logo del Poder Negro.

El orgullo negro (del inglés, Black pride) es un movimiento en respuesta a la dominante cultura occidental que instiga a la raza negra a ensalzar la cultura negra y a reconocer su herencia africana.  El movimiento fundado por Marcus Garvey en la década de 1910 promovía el orgullo negro.
En los Estados Unidos fue una respuesta a la fuerte oposición del conservadurismo blanco contra el Movimiento por los Derechos Civiles de los años 1950 y 1960. Su eslogan fue el Black Power, su rama política fue el Partido Pantera Negra y algunas de sus variantes son el Nacionalismo negro, el Panafricanismo, el Afrocentrismo y la Supremacía negra.